# Semaine 7
D'après la norme ISO 8601, une semaine débute un lundi et s'achève un dimanche, et une semaine dépend d'une année lorsqu'elle place une majorité de ses sept jours dans l'année en question, soit au moins quatre. Dès lors, la semaine 7 est la semaine du septième jeudi de l'année. Ce faisant, elle suit la semaine 6 et précède la semaine 8 de la même année.
Elle commence au plus tôt le 9e jour du mois de février et au plus tard le 15e jour de ce même mois, une journée qu'elle contient systématiquement. En effet, elle se termine au plus tôt le 15 février et au plus tard le 21. Dans ce contexte, la semaine 7 est toujours la semaine du 15 février.

## Notations normalisées
La semaine 7 dans son ensemble est notée sous la forme W07 pour abréger.
| Jour de la semaine 7 | Notation |
| -------------------- | -------- |
| Lundi                | W07-1    |
| Mardi                | W07-2    |
| Mercredi             | W07-3    |
| Jeudi                | W07-4    |
| Vendredi             | W07-5    |
| Samedi               | W07-6    |
| Dimanche             | W07-7    |

## Cas de figure
| Cas | Le septième jeudi de l'année tombe… | Le 1er janvier est… | L'année est une année… | La semaine 7 débute… | La semaine 7 s'achève… | Premier cas après 2008 |
| --- | ----------------------------------- | ------------------- | ---------------------- | -------------------- | ---------------------- | ---------------------- |
| 1   | Le 12 février                       | Un jeudi            | D ou DC                | Le lundi 9 février   | Le dimanche 15 février | 2009                   |
| 2   | Le 13 février                       | Un mercredi         | E ou ED                | Le lundi 10 février  | Le dimanche 16 février | 2014                   |
| 3   | Le 14 février                       | Un mardi            | F ou FE                | Le lundi 11 février  | Le dimanche 17 février | 2008                   |
| 4   | Le 15 février                       | Un lundi            | G ou GF                | Le lundi 12 février  | Le dimanche 18 février | 2018                   |
| 5   | Le 16 février                       | Un dimanche         | A ou AG                | Le lundi 13 février  | Le dimanche 19 février | 2012                   |
| 6   | Le 17 février                       | Un samedi           | B ou BA                | Le lundi 14 février  | Le dimanche 20 février | 2011                   |
| 7   | Le 18 février                       | Un vendredi         | C ou CB                | Le lundi 15 février  | Le dimanche 21 février | 2010                   |

1. 1 2 3  Dans ce cas précis, l'année compte une semaine 53.